# Мексико (Міссурі)
Мексико (англ. Mexico) — місто (англ. city) в США, в окрузі Одрейн штату Міссурі. Населення — 11 469 осіб (2020).

## Географія
Мексико розташоване за координатами 39°9′44″ пн. ш. 91°52′22″ зх. д. / 39.16222° пн. ш. 91.87278° зх. д. (39.162169, -91.872770).  За даними Бюро перепису населення США в 2010 році місто мало площу 32,05 км², з яких 31,09 км² — суходіл та 0,96 км² — водойми.

## Демографія
Згідно з переписом 2010 року, у місті мешкали 11 543 особи в 4727 домогосподарствах у складі 2908 родин. Густота населення становила 360 осіб/км².  Було 5272 помешкання (164/км²).
Расовий склад населення:
| - 86,1 % — білих - 8,3 % — чорних або афроамериканців - 0,8 % — азіатів - 0,4 % — корінних американців - 0,1 % — вихідців з тихоокеанських островів - 2,1 % — осіб інших рас |

До двох чи більше рас належало 2,4 %. Частка іспаномовних становила 4,1 % від усіх жителів.
За віковим діапазоном населення розподілялося таким чином: 26,6 % — особи молодші 18 років, 56,4 % — особи у віці 18—64 років, 17,0 % — особи у віці 65 років та старші. Медіана віку мешканця становила 36,7 року. На 100 осіб жіночої статі у місті припадало 93,3 чоловіків;  на 100 жінок у віці від 18 років та старших — 82,4 чоловіків також старших 18 років.
Середній дохід на одне домашнє господарство  становив 46 143 долари США (медіана — 36 604), а середній дохід на одну сім'ю — 56 898 доларів (медіана — 54 413). Медіана доходів становила 36 411 долар для чоловіків та 29 573 долари для жінок. За межею бідності перебувало 20,0 % осіб, у тому числі 29,1 % дітей у віці до 18 років та 12,1 % осіб у віці 65 років та старших.
Цивільне працевлаштоване населення становило 4905 осіб. Основні галузі зайнятості: освіта, охорона здоров'я та соціальна допомога — 30,1 %, виробництво — 19,8 %, роздрібна торгівля — 14,5 %.